# First Descent
First Descent är en amerikansk film från 2005. Filmen är delvis en dokumentärfilm om hur sporten snowboarding uppstod, delvis en uppvisning av fem av då världens bästa åkare, Shawn Farmer, Terje Haakonsen, Nick Perata, Hannah Teter och Shaun White.